# Niva (řeka)
Niva (rusky Нива) je řeka v Murmanské oblasti v Rusku. Je 36 km dlouhá. Její povodí má rozlohu 12 800 km². V jejím ústí leží město Kandalakša.

## Průběh toku
Odtéká z jezera Imandra a ústí do Kandalakšského zálivu Bílého moře. Odtok je regulován přehradou. Na Nivě byly vybudovány tři hydroelektrárny.

## Vodní režim
Zdroj vody je sněhový a dešťový. Průměrný průtok 15 km od ústí je 164 m³/s. Na peřejích nezamrzá. Je splavná pro vodáky.